# ベルギエン・ノルトフランクライヒ国家弁務官区

ベルギエン・ノルトフランクライヒ国家弁務官区
Reichskommissariat of Belgium and Northern France（英語）
Reichskommissariat Belgien-Nordfrankreich（ドイツ語）

ベルギエン・ノルトフランクライヒ国家弁務官区 (ベルギエン・ノルトフランクライヒこっかべんむかんく、ドイツ語: Reichskommissariat Belgien-Nordfrankreich) は, 1944年後半にベルギーとフランス北部 (オー＝ド＝フランス地域圏のノール県とパ＝ド＝カレー県,旧ノール＝パ・ド・カレー地域圏) を統治していた国家弁務官区。

## 解説
この国家弁務官区 は この国家弁務官区 は ヒトラーの1944年7月13日の「ベルギーおよび北フランスの占領地域における国家弁務官区樹立に関する総統令」により1944年7月13日に設立され,また,1940年ごろに設立されたドイツ占領下のベルギー・北フランスの軍事政権に取って代わった。

## 歴史

### 設立まで
1940年のベルギーの戦いの後, ベルギーではドイツ政府内に シュッツシュタッフェル などのより過激な派閥があったにもかかわらず、当初は臨時軍事政権下に置かれました。親衛隊 (ナチス)は,ノルウェー(ノルヴェーゲン国家弁務官区)やオランダ(ニーダーランテ国家弁務官区)で行われたように国家弁務官区にするのを望んでいた。 6月15日，フランス北部の二つの県 (オー＝ド＝フランス地域圏のノール県とパ＝ド＝カレー県)とベルギーで，地域全体が統合的な経済単位を形成していたという事実に基づいて設立された。
as the Military Administration in Belgium and North France (Militärverwaltung in Belgien und Nordfrankreich).
当時のこの妥協のない態度にもかかわらず、この地域全体がいつか第三帝国に同化されるべきであると決定された。 フラン地方は「フランダース」と「ブラバント」、ワロン地域は「ワロン」。 ブラバントはガウライター・U・ファン・ブリュッセルが率いることになっていた。 1944 年 7 月 13 日、以前の軍事政権に由来する、まさにこの目標を達成するために 設立された。
1944 年 7 月 13 日、ケルン＝アーヘン大管区 の大管区指導者:ヨーゼフ・グローエ は、「ベルギエン・ノルトフランクライヒ
国家弁務官区」の「国家弁務官」に指名された。
この地域のドイツ国防軍は国防軍司令官ベルギー北部フランスマーティン・グラース（1944年7月13日 – 1944年9月16日）によって指揮された。
この領土は、ノルマンディー上陸作戦の余波で、1944年9月に連合国によって大部分が解放されたため、領土の存続期間は短かった。

### 今後の計画
ベルギーとフランス北部の大部分は、1944 年 9 月末までにもはや事実上ドイツの支配下ではなかったが、ナチス・ドイツ指導部とそのフランドル人およびワロン人の協力者たちは、将来の政治的分割と統治に向けた計画を立て続けた。  
これらの計画のほとんどのバージョンには、将来的に 3 つの別々の領土、すなわち「フランダース地方」、「ワロン地方」、およびブリュッセルの「地区」または「自由都市」の設立が含まれて、 ドイツに併合される予定だった 。
1944 年 12 月 8 日、 ドイツの外務大臣ヨアヒム・フォン・リッベントロップはレオン・デグレルを「ワロン解放委員会委員長」に任命し、続いて1944年12月15日にイェフ・ファン・デ・ヴィーレを「ワロン解放委員会委員長」に任命した。 
1944 年 12 月 16 日にドイツ軍が アルデンヌ攻勢 を開始したとき、ナチスの協力者たちは新たな希望を抱いていた。  
1944年12月20日の親ナチス紙とのインタビューでデグレルは、ベルギーの将来についてはまだ何も決定されていないと語った。「 西部州の情報は最新のものではありません。 まず戦争に勝たなければなりません...」 デグレルの「ワロン解放委員会」はボンに拠点を置いていた。 
一方、ヴァンは デ・ヴィーレの「ヴラームシェ・ランドスライディング」、1944年11月にウースチー・ナド・ラベム(ドイツ語:「オーシヒ」)に亡命した自称フランドル協力者亡命政府 将来の「フランダース帝国大管区」のための法令を策定していたが、1944 年 12 月下旬、準備のため ケルン 近くのヴァーンに移った。 
フランドル地方の解放のためアルデンヌ攻勢に参加するフランドル協力者の戦闘集団を編成していた。 
1945年1月、ファン・デ・ヴィーレは外務省代表ディールと次の件について交渉していた。 将来的にはフランダース地方ととワロン地域に別個の区画を設立する予定であった。 彼は、ベルギーが分裂し、フレミング人とワロン人の「不自然な結合」に終止符が打たれると語った。。
アルデンヌ攻勢は大惨事となり、1945 年 1 月 13 日にドイツ軍が撤退を命じられた後、ドイツの政治的将来に関するそれ以上の協議は中止された。 指導者たちはもはやファン・デ・ヴィーレと計画について話し合うことに興味がなかった。